# Киберфизическая система
Киберфизи́ческая систе́ма (англ. cyber-physical system) — информационно-технологическая концепция, подразумевающая интеграцию вычислительных ресурсов в физические сущности любого вида, включая биологические и рукотворные объекты. В киберфизических системах вычислительная компонента распределена по всей физической системе, которая является её носителем, и синергетически увязана с её составляющими элементами.

## Введение
В такой системе датчики, оборудование и информационные системы соединены на протяжении всей цепочки создания стоимости, выходящей за рамки одного предприятия или бизнеса. Эти системы взаимодействуют друг с другом с помощью стандартных интернет-протоколов для прогнозирования, самонастройки и адаптации к изменениям.
Активное использование термина началось в рамках проекта немецкого правительства Work 4.0 по компьютеризации промышленности. Киберфизические системы относятся к четвёртой промышленной революции. Первая промышленная революция состоялась благодаря паровому двигателю, резко увеличив производительность труда в 19 веке, вторая ознаменовалась массовым производством в начале 20 века за счёт использования электроэнергии. Третью революцию можно считать промежуточной и отнести к ней промышленных роботов и автоматизацию с начала 1970-х, соответственно четвёртая промышленная революция означает появление полностью цифровой промышленности, основанной на взаимном проникновении информационных технологий и промышленности.

## Технологические тенденции
Можно перечислить ключевые технологические тенденции, лежащие в основе киберфизических систем. Изолированно они уже используются в разных сферах, но, будучи интегрированными в единое целое, они меняют существующие отношения между производителями, поставщиками и покупателями, а также между человеком и машиной.
- Аналитика больших данных — сбор и всесторонняя оценка данных из разных источников станут стандартом для принятия решений в режиме реального времени.
- Искусственный интеллект — массовое использование в разных областях прикладных автоматизированных систем со специализированным искусственным интеллектом прошедшим машинное обучение. Уже сегодня применяется в создании систем компьютерного зрения, в автоматизированных виртуальных помощниках, в автоматизации процесса программирования, в распознавании речи, в системах машинного перевода с одного языка на другой, в клиентских службах и при создании «горячих линий» поддержки клиентов (колл-центрах) и других областях.
- Автономные роботы — промышленные роботы уже могут выполнять довольно сложные операции, но системы компьютерного зрения позволят роботам взаимодействовать друг с другом и автоматически корректировать свои действия, причём люди смогут находиться рядом с ними, влиять на них и это будет безопасно. Могут эффективно применяются на вредных производствах, в автоматизации предсказуемых операций, в гостиничном бизнесе и туризме.
- Автономный транспорт и беспилотные летательные аппараты (БПЛА) — вид транспорта, основанный на автономной системе управления, обладающие разной степенью автономности: от управляемых дистанционно до полностью автоматических. Основное назначение автономного транспорта заключается в перемещении пассажиров или грузов. А БПЛА могут решать разведывательные задачи, задачи фотографирования и видеонаблюдения на местности, проверку состояния инфраструктуры, ретрансляцию сообщений и данных, доставку грузов, и применяются в точном земледелии.
- Облачные вычисления — потребуется более глубокая системная интеграция, как горизонтальная между поставщиками и клиентами, так и вертикальная между различными функциями и операциями. Создать платформы для совместной работы и обмена данными между территориально-распределёнными партнёрами позволяют облачные технологии.
- Квантовые вычисления — вычисления с помощью квантовых алгоритмов позволяют на квантовом компьютере, в некоторых случаях, тысячекратно ускорять машинное обучение и аналитику больших данных, что помогает моделировать поведение сложных молекул для разработки новых лекарств и передовых материалов[5], решать сложные логистические задачи или помогает принимать другие оптимальные технологические решения[6].
- «Интернет вещей» — показания датчиков и сенсоров обычно попадают в централизованную систему управления производственным процессом, и уже на этом уровне принимаются решения. В дальнейшем возможности, которые предоставляют встраиваемые системы, позволят устройствам общаться друг с другом и децентрализовать принятие решений. Например, можно использовать радиочастотные метки для полуфабрикатов — автоматизированная производственная линия, считав метку, сама примет решение (в реальном времени), какую операцию применить к тому или иному полуфабрикату. Также применяется для отслеживания движения товаров и материалов, управления поставками запчастей, сопоставительного анализа эффективности использования и получения рыночных данных в режиме реального времени.
- Дополненная реальность — технология находится в начальной стадии своего развития, но в будущем позволит работникам ускорить принятие решений. Например, работник может получить инструкцию, как починить или заменить сломанную деталь в производственной системе, когда он на неё смотрит через очки дополненной реальности. Может также применяться в образовании, в создании виртуальных экспозиций, в печати и рекламе, и в розничной торговле.
- Виртуальная реальность и метавселенная — технология также находится в начальной стадии своего развития, предполагающая что в будущем, большая часть контактов и общение между людьми и другими объектами (компаниями, службами и т. д.) будут перемещены в постоянно действующее виртуальное пространство, в котором люди могут взаимодействовать друг с другом и с цифровыми объектами через свои аватары, с помощью технологий виртуальной реальности. Может также применяться в проектировании и строительстве, в производстве и разработке продуктов, в образовании и обучении, и мерчандайзинге.
- Моделирование и симуляторы — инженеры уже используют 3D-моделирование на стадии проектирования продуктов или процессов. В будущем технологии больших данных позволят использовать различные симуляторы в режиме реального времени. Например, на стадии производства оператор сможет виртуально смоделировать физический процесс с учетом имеющегося сырья и людей, тем самым снизить время настройки оборудования и повысить качество.
- Трёхмерная печать — 3D-принтеры в основном используются для создания прототипов или отдельных компонентов, в дальнейшем 3D-принтер может широко использоваться для производства небольших партий специализированных продуктов, его конструктивные преимущества и децентрализованный характер производства позволят сократить затраты на транспортировку и складские запасы. Также применяется в здравоохранении при создании интеллектуальных и индивидуальных медицинских приборов, в индивидуализации товаров, и при удалённом производстве.
- Печатная электроника — это создание электронных схем с помощью печатного оборудования, которое позволяет наносить на поверхность плоской подложки специальные чернила (токопроводящие, полупроводниковые, резистивные и т. д.) и, таким образом, формировать на ней активные и пассивные элементы, а также межэлементные соединения в соответствии с электрической схемой.
- Нанотехнологии — область фундаментальной и прикладной науки и техники, имеющая дело с методами разработки, производства и применения продуктов с заданной атомной структурой путём контролируемого манипулирования отдельными атомами и молекулами.
- Нейротехнологии — это любые технологии, которые оказывают фундаментальное влияние на то, как люди понимают мозг и различные аспекты сознания, мыслительной деятельности, высших психических функций, включая в себя также технологии, которые предназначены для улучшения и исправления функций мозга.
- «Блокчейн» — термин появился как название полностью реплицированной распределённой базы данных, реализованной в системе «Биткойн», из-за чего блокчейн часто отождествляют с реестром транзакций в различных криптовалютах. Однако технология цепочек блоков может быть распространена на любые взаимосвязанные информационные блоки и сейчас блокчейн уже находит применение в таких областях, как: финансовые операции, регистрации актива и права собственности, заключение смарт-контрактов, отслеживаемость информации и места происхождения, идентификация пользователей, и создание других технологий кибербезопасности[7].
- Информационная безопасность — многие компании используют системы управления и производства, основанные на проприетарных технологиях или не имеющих выход в интернет, но по мере расширения связей с партнерами, использования открытых стандартов и протоколов резко возрастают риски информационной безопасности. Для защиты промышленных систем потребуется не только качественная и безопасная связь, но и системы управления учётными записями и контроля доступа (Identity and Access Management).

## Влияние
Киберфизические системы охватывают целые отрасли и страны с разной скоростью и в разных направлениях.
Отрасли с широкой продуктовой линейкой, такие как автомобильная, продукты питания, выигрывают от гибкости киберфизических систем и роста производительности. Отрасли, требующие высокого качества, такие как электроника и фармацевтика, выигрывают от использования больших данных и аналитики, непрерывного улучшения качества и функциональности продукции.
Развитые страны, с высокой стоимостью квалифицированного труда, могут воспользоваться ростом спроса на квалифицированных сотрудников. Развивающиеся страны, с молодежью, имеющей навыки в ИТ и мехатронике, могут перепрыгнуть несколько технологических этапов и создавать совершенно новые производственные концепции.
В целом, более гибкие, быстрые и эффективные способы получения качественных товаров по сниженным ценам приводят к росту экономики, квалифицированных рабочих мест и в конечном счете изменяют конкурентоспособность компаний и регионов.